# Le Bonhomme
Le Bonhomme es una comuna francesa, situada en el departamento de Alto Rin, en la región  de Alsacia.

## Demografía
| 818 | 850 | 696 | 612 | 607 | 767 |
| Para los censos de 1962 a 1999 la población legal corresponde a la población sin duplicidades (Fuente: INSEE [Consultar]) |     |     |     |     |     |